# Immeuble Barioz
L'Immeuble Barioz, ou Maison Barioz, est un immeuble Art déco situé au 7 quai du Général-Sarrail dans le 6e arrondissement de Lyon, construit par les architectes lyonnais Louis et Charles Donneaud de 1929 à 1932.

## Description
Construit par la volonté de l'industriel de soierie Jean-Henri-Joseph Barioz, qui a donné son nom à l'édifice, les architectes Louis et Charles Donneaud, sont chargés de la rénovation de l'immeuble d'origine de seulement deux étages, en un immeuble de 35 mètres de haut.
L'immeuble allie l'usage du béton et de la brique rouge. Des têtes de lions sculptées sont disposées sur la façade, ainsi que des têtes monumentales au sommet représentant, entre autres, l'industriel et son épouse. Ces sculptures ont été réalisées par Jean-Louis Chorel. Un vitrail éclaire la cage d'escalier, à motifs géométriques, jaunes et bleus.

## Usage
L'immeuble accueille des habitations, des bureaux d'entreprises, ainsi que le consulat général du Mali à Lyon.

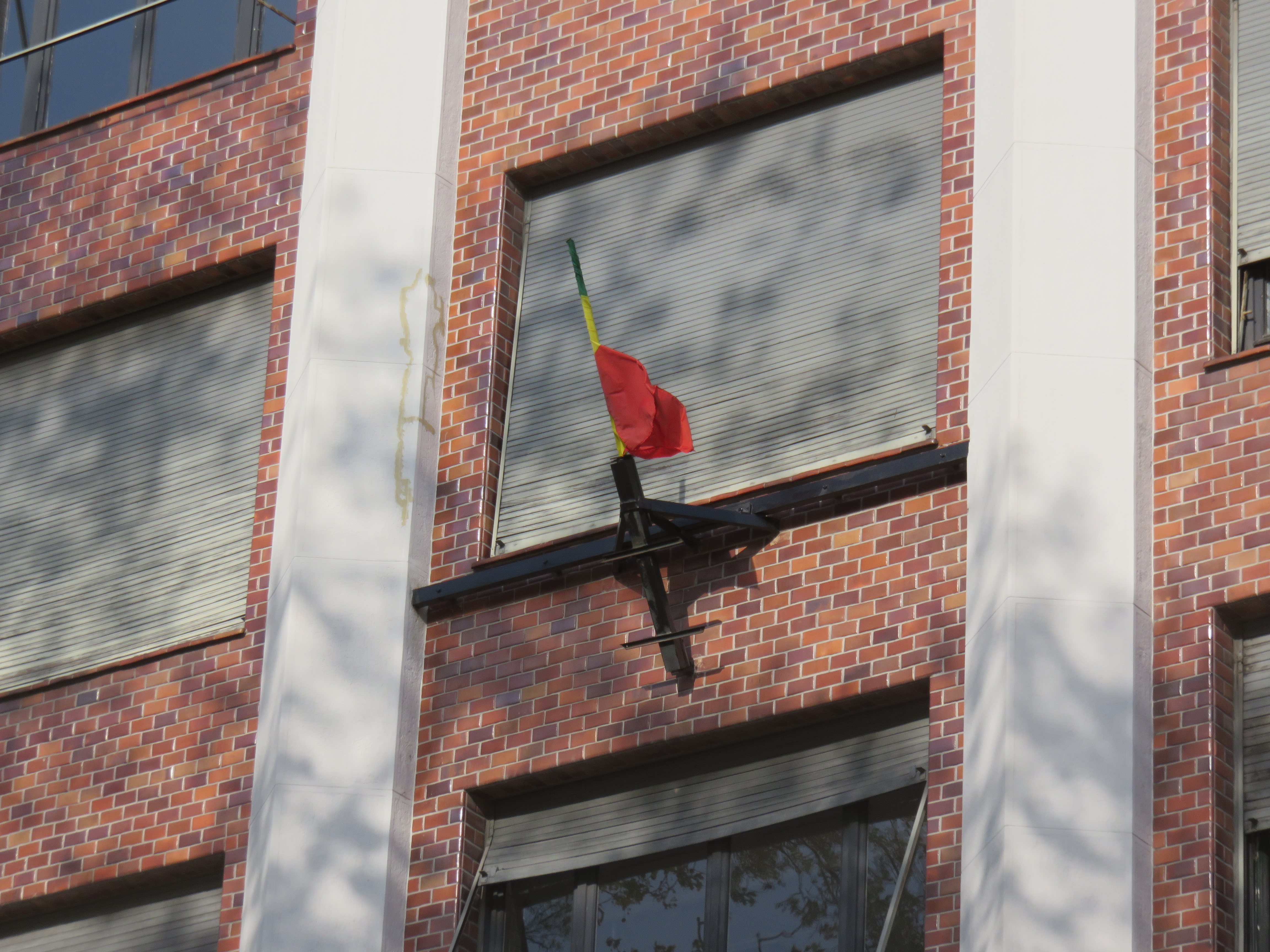
Le drapeau du Mali flottant sur la facade de l'immeuble Barioz, dont on reconnait les briques rouges.

## Protection
Depuis 2002, l'immeuble est labellisé « Patrimoine du XXe siècle ».